# Relaxation de Debye
La relaxation de Debye, nommée d'après le physicien Peter Debye, est un modèle physique qui décrit l'évolution temporelle d'un milieu isolant soumis à un champ électrique. Selon ce modèle, l'évolution de la polarisation induite par le champ est régie par une équation différentielle du premier ordre ; elle évolue vers son état d'équilibre en suivant une loi exponentielle décroissante, et fait intervenir une unique constante de temps notée généralement {\displaystyle \tau }. Ce processus d'évolution vers l'état d'équilibre est appelé relaxation diélectrique.
Une relaxation de Debye est un modèle idéalisé. Il est souvent utilisé comme brique élémentaire pour la construction des modèles plus complexes requis pour la modélisation des matériaux réels. Il correspond aussi à la réponse de deux systèmes physique simples: 
- un système de molécules polaires à deux états: on considère que les molécules sont indépendantes et plongées dans un double puits de potentiel, de sorte que leur moment dipolaire est confinée suivant une direction et ne peut que prendre les valeurs plus et moins.
- un système de molécules polaires dans un fluide visqueux: on considère les molécules comme des moments dipolaires rigides qui peuvent s'orienter dans tous les directions de l'espace et ont tendance à s'aligner sous l'effet du champ électrique, avec une constante de temps dépendant de la viscosité du fluide dans lequel ils sont plongées.

## Introduction: notion de relaxation diélectrique
Lorsqu'on soumet un matériau diélectrique à un champ électrique, celui-ci réagit par l'apparition d'une polarisation. Cette réponse n'est pas instantanée; le processus d'évolution qui conduit le système d'un état d'équilibre initial (e.g. sans champ électrique appliqué) à un autre (avec champ électrique appliqué) est appelé relaxation diélectrique. Si on ne s’intéresse qu'aux états d'équilibre, ou aux transformations quasi-statiques dans une approche thermodynamique, cette évolution est sans importance. En revanche, elle devient cruciale quand on s'intéresse à la réponse du matériau à un champ électrique alternatif, ou aux ondes électromagnétiques.
Les grandeurs physiques pertinentes pour mesurer la réponse d'un matériau à un champ électrique sont ici la permittivité diélectrique, la susceptibilité électrique et la polarisabilité. On se limite ici à la permittivité notée {\displaystyle \epsilon }. 
{\displaystyle \epsilon (\omega )=\epsilon '(\omega )-j\epsilon ''(\omega )}
L'ensemble des techniques expérimentales permettant de mesurer la constante diélectrique est appelé spectroscopie diélectrique ou spectroscopie d'impédance, selon le domaine de fréquences considéré.
La théorie générale de la relaxation diélectrique dans la limite des petits champs, et la relaxation de Debye en particulier, est un cas particulier de la théorie de la réponse linéaire.

## Historique
Le modèle fut proposé par Peter Debye en 1913, dans la continuité de ses travaux sur les moments dipolaires des molécules. Ce papier est cité comme une des contributions majeures de Peter Debye dans les biographies qui lui sont consacrées,,. Dans cet article, il part de son hypothèse selon lesquelles les molécules portent un moment dipolaire permanent et étudie leur dynamique. Il aboutit à la conclusion que la relaxation vers l'équilibre de ces molécules soumis à un mouvement brownien se fait selon une simple loi expontielle avec une constance de temps unique {\displaystyle \tau } dont il donne une expression en fonction de la température {\displaystyle T}, du rayon {\displaystyle r} des molécules supposées sphériques et de la "viscosité" {\displaystyle \eta } du milieu: 
{\displaystyle \tau ={\frac {8\pi r^{3}\eta }{kT}}}
Le facteur 8 vient de son choix de traiter le problème en 2 dimensions seulement, il devient 4 pour le même problème en 3 dimensions. Il propose aussi pour la première fois des expressions pour les parties réelles et imaginaires de la constante diélectrique en fonction de la fréquence.
Aujourd'hui, l'expression relaxation de Debye est utilisée pour désigner une réponse diélectrique quit suit cette loi, quelle que soit son origine microscopique.

## Le modèle de Debye

### Réponse dans le domaine temporel
eOn imagine une situation dans laquelle on applique champ électrique à un milieu diélectrique, on attend suffisamment longtemps pour atteindre un état stable présentant une polarisation induite {\displaystyle P_{0}} qui dépend de la susceptibilité diélectrique du milieu, puis on coupe le champ électrique. La polarisation en fonction du temps d'un système suivant une relaxation de Debye suit par définition une simple loi exponentielle avec une constant de temps {\displaystyle \tau }:
{\displaystyle P(t)=P_{0}\exp(-t/\tau ).}

### Réponse dans le domaine fréquentiel

Schéma de la réponse diélectrique complexe correspondant à une relaxation de Debye.

La réponse diélectrique complexe d'un milieu en présence d'une relaxation de Debye s'écrit, dans le domaine des fréquences,
{\displaystyle \varepsilon (\omega )=\varepsilon _{\infty }+{\frac {\Delta \varepsilon }{1+j\omega \tau }}}
où {\displaystyle \varepsilon _{\infty }} désigne la constante diélectrique dans la limite des très hautes fréquences et {\displaystyle \Delta \varepsilon } est la contribution de ce processus de relaxation à la constante diélectrique mesurée à basses fréquences. Les parties réelle et imaginaire s'écrivent
{\displaystyle {\begin{aligned}\varepsilon '(\omega )&=\varepsilon _{\infty }+{\frac {\Delta \varepsilon }{1+\omega ^{2}\tau ^{2}}}\\\varepsilon ''(\omega )&={\frac {\omega \tau \,\Delta \varepsilon }{1+\omega ^{2}\tau ^{2}}}.\end{aligned}}}
Il existe plusieurs manières usuelles de représenter cette réponse. Les parties réelles et imaginaires sont représentées en fonction de la fréquence (en échelle logarithmique) sur la figure ci-contre. Une autre représentation courante dans le contexte de la spectroscopie diélectrique est le diagramme Cole-Cole dans lequel on trace la partie imaginaire en fonction de la partie réelle. Dans ce diagramme, la signature d'une relaxation de Debye est un simple demi-cercle.

### Circuit équivalent

Circuit RC

En spectroscopie diélectrique, il est courant de modéliser la réponse d'une système par un circuit équivalent, c'est-à-dire présentant la même réponse en fréquence. Pour une relaxation de Debye, le circuit équivalent est un simple circuit RC composé d'une résistance et d'un condensateur en série.
L'impédance complexe de ce circuit RC est donnée par
{\displaystyle Z^{*}(\omega )=R+{\frac {1}{jC\omega }}}
L'équivalence avec la relaxation de Debye apparaît clairement quand on exprime cette impédance sous la force d'une capacité effective complexe:
{\displaystyle C_{\mathrm {eff} }^{*}(\omega )={\frac {1}{Z^{*}(\omega )\,j\omega }}={\frac {C}{1+j\tau \omega }}}

## Systèmes physiques présentant une relaxation de Debye

### Système à deux états
Un simple système à deux états suffit à conduire au modèle de Debye. On considère un système de particules identiques, indépendantes, chacune plongée dans un double puits de potentiel et possédant deux états d'équilibre (deux minimas) associés à un moment dipolaire {\displaystyle -p} et {\displaystyle +p}. On peut noter {\displaystyle n_{+}} et {\displaystyle n_{-}} les nombres de molécules dans les états {\displaystyle -} et {\displaystyle +} respectivement. La polarization totale {\displaystyle P} s'écrit alors {\displaystyle p(n_{+}-n_{-})}. Le système est à la température {\displaystyle T}. Du fait de l'agitation thermique, chaque molécule a une certaine probabilité de changer d'état. On peut ainsi définir un taux de transition {\displaystyle \Gamma _{+-}} comme étant le nombre de particules passant de l'état {\displaystyle +} à l'état {\displaystyle -} par unité de temps.
En l'absence de champ électrique, les deux états sont équivalents de sorte que {\displaystyle n_{+}=n_{-}} et {\displaystyle P=0}, et {\displaystyle \Gamma _{+-}=\Gamma _{-+}=\Gamma }. Lorsqu'un champ électrique {\displaystyle E} est appliqué, l'équivalence entre les deux états est brisée; une particule dans l'état {\displaystyle \pm } a une énergie {\displaystyle \pm pE}. Les populations des états à l'équilibre suivent la statistique de Boltzmann :
{\displaystyle {\frac {n_{+}}{n_{-}}}=\exp(2pE/k_{B}T)}
Partant de cet état d'équilibre, on coupe le champ électrique à {\displaystyle t=0}. L'évolution dans le temps du nombre de particules dans les états {\displaystyle +} et {\displaystyle -}est alors régie par
{\displaystyle {\frac {\mathrm {d} n_{+}}{\mathrm {d} t}}=-{\frac {\mathrm {d} n_{-}}{\mathrm {d} t}}=-n_{+}\Gamma +n_{-}\Gamma }
En écrivant l'équation régissant l'évolution de la polarisation total {\displaystyle P}, il vient
{\displaystyle {\frac {\mathrm {d} P}{\mathrm {d} t}}={\frac {\mathrm {d} }{\mathrm {d} t}}[p(n_{+}-n_{-})]=2p\Gamma (-n_{+}+n_{-})=-2\Gamma P(t)}
On y reconnaît une équation différentielle du premier ordre qui s'intégre pour donner le modèle de Debye, où le temps de relaxation introduit précédemment apparaît comme {\displaystyle \tau =1/(2\Gamma )}.

## Exemples expérimentaux

### Dans les solides
Les exemples de matériaux solides présentant un comportement idéal de Debye sont assez rares. Un exemple quasi idéal peut être trouvé dans le cristal ferroélectrique CsH2PO4 ,. Ce cristal appartient à la famille des ferroélectriques à liaison hydrogène dans lesquels des protons sont situés le long d'une liaison chimiques entre deux oxygènes. A basses températures, dans la phase ferroélectrique, le proton occupe une de ces deux positions. En revanche, au-dessus de la température de transition ferroélectrique, il a suffisamment d'énergie pour sauter entre les deux positions d'équilibres, ce qui fournit une bonne réalisation pratique d'un système à deux états.

## Au-delà du modèle de Debye
Dans la pratique, la réponse diélectrique d'un matériau réel s'écarte souvent du modèle idéal de Debye. Pour en rendre compte, on peut considérer une distribution de temps de relaxation, où modéliser son comportement par des équations plus complexes, telle que l'équation de Havriliak-Negami: 
{\displaystyle \varepsilon (\omega )=\varepsilon _{\infty }+{\frac {\Delta \varepsilon }{(1+(j\omega \tau )^{\alpha })^{\beta }}}}
où les paramètres {\displaystyle \alpha } et {\displaystyle \beta } sont des paramètres empiriques. Dans le cas particulier où {\displaystyle \beta =1}, l'équation porte le nom d'équation de Cole-Cole.